# Евразија (Москва)
Торањ Евразија (рус. Башня Евразия), Stalnaya Vershina (рус. Стальная Вершина), или Steel Peak (рус. Стальная Вершина), је облакодер у Московском међународном пословном центру у Москви, Русија са висином од 308,9 m. У комплексу се налазе канцеларије, апартмани, хотел и други објекти за забаву. То је пета највиша зграда у Русији, шеста највиша у Европи и једна од 90 супервисоких (од 300 до 600 м) облакодера на свету.
Смештена на парцели број 12, то је канцеларијско-рекреативни простор укупне површине од 207.542 m2 (2.233.960 sq ft). Смештен је на три нивоа подијума и има фитнес центар, забавне просторије, ресторане и продавнице. Остале области су распоређене на сљедећи начин: 106.231 m2 (1.143.460 sq ft) је резервисано за пословни простор, а стамбени апартмани заузимају 21.185 m2 (228.030 sq ft). На дну је паркинг за капацитетом од више од хиљаду аутомобила. Спољни дизајн зграде је комбинација класичних и модернистичких стилова. На спољној страни зграде је панорамски лифт који омогућава поглед на цео град.
Евроазија је једини челични торањ у [Московски међународни пословни центар|Московском међународном пословном центру]], док су сви остали направљени од бетона.

## Историја
Торањ Еурасија као облакодер је предложен 2003. године и да буде на парцели 12 у Московском међународном пословном центру. Изградња је почела 2007. године. Тренутни власник Торања Еурасија, ЗАО Течинвест, желео је да Торањ Еурасија буде највиша зграда у Москви. Али Торањ Меркур, који је износио 339 m, започео је изградњу 2009. године и завршен је 2013. године. То не само да је била највиша зграда у Москви, већ је била и највиша зграда у Европи, која је оборила рекорд од 310 m торња Шард у Лондону (који је био нешто виши од торања Еурасија). Торањ Еурасија је завршен 2014. године, са буџетом од 250 милиона долара, уз помоћ МОС Сити групе, архитекте Сванке Хајден Конел и Торнтон Томасетија. Торањ је сада отворен за јавност и може се посетити и посматрати град са плоче која се налази на 306,8 m и има паркиралиште са преко 1.000 места.

## Чињенице
- Почетак изградње: 2007
- Крај изградње: 2014
- Број спратова: 70
- Висина: 309 m (1.014 ft)
- Укупна инвестиција: 250 милиона долара
- Укупна површина: 212.900 m2 (2.292.000 sq ft)
- Површина пословног простора: 106.231 m2 (1.143.460 sq ft)
- Површина простора: 21.185 m2 (228.030 sq ft)
- Паркинг места: 1.000
- Архитекта: Сванке Хајден Конел
- Грађевински радови:МОС Сити група

## Галерија
- Слике торња Еурасија
- Еурасија торањ у изградњи 12. маја 2012.
- Еурасија торањ у изградњи 12. септембра 2012.
- Еурасија торањ у изградњи 20. октобра 2012
- Еурасија торањ управо започета изградња у 2008. години.
- Еурасија торањ завршен 2013.
- Еурасија торањ 2015.
- Утисак уметника поводом торња Еурасија.